# Peter Alexander von le Fort
Peter Alexander Baron von le Fort (* 28. Juli 1899 in Schwerin; † 2. Mai 1969 Garmisch-Partenkirchen) war ein deutscher Sportfunktionär, der als Sportwart des Deutschen Skiverbandes zum Generalsekretär des Organisationskomitees der Olympischen Winterspiele 1936 ernannt worden war.

## Leben
Peter Alexander Baron von le Fort stammte aus dem hugenottischen Adelsgeschlecht, mit mehreren Besitzungen in Mecklenburg und dem vorderen Pommern, so bis 1902 auch Pulow, seinem Geburtsort. Er war der Sohn des Oberst Stephan von le Fort (1872–1954) und der Tochter des Generals Hermann von Graberg und der Hedwig Haake, verwitwete Hoffmann von Waldau, Hedwig von Graberg. Er wuchs in der mecklenburgischen Residenzstadt Schwerin auf. Als sein Vetter, der Rittmeister Stephan von le Fort (1884–1953) vom Gut Boek, 1920 eine Reihe von Freikorps-Kämpfern um sich sammelte und während des Kapp-Putsches am 17. März 1920 über die Stadt Waren (Müritz) den Belagerungszustand verhängte, ließ Peter Alexander von le Fort als Reichswehrleutnant am 18. März 1920 mit seinem Vetter die Stadt mit einem Geschütz und drei Maschinengewehren beschießen, wobei es fünf Tote und elf Schwerverletzte zu beklagen gab. Nach der Niederschlagung des Putsches flohen beide nach München und Österreich und ihr Familienbesitz zeitweilig wurde vom Freistaat Mecklenburg-Strelitz eingezogen.
Wo ihn niemand aus Mecklenburg kannte, in Garmisch-Partenkirchen, trat Peter Alexander von le Fort 1923 wieder an die Öffentlichkeit. Er war inzwischen als Journalist tätig und trat in die Ortsgruppe Garmisch-Partenkirchen des 1921 gegründeten Bundes Oberland e. V. ein. Mit vielen Bundesfreunden traf er sich am 9. September 1923 auf der Zugspitze, um dort an der Weihe einer Gedenktafel für Albert Leo Schlageter durch den Garmischer Pfarrer teilzunehmen, deren Anbringung von der Ortsgruppe Garmisch-Partenkirchen angeregt worden war. Er trat in den Skiclub Garmisch ein und wurde dessen Sportwart.
Im Vorbereitung der Olympischen Winterspiele 1936 in Garmisch-Partenkirchen wurde er an der Seite des Präsidenten des Organisationskomitees, Karl Ritter von Halt, Generalsekretär. Gleichzeitig wurde er zum Leiter des Fachausschusses für Eislauf und Eishockey berufen. Während der Olympiade ließ er die ausländischen Spieler die Macht der NS-Funktionäre spüren.
Als Reichssportwart des Fachamtes Skilauf nahm er im Februar 1937 an dem anlässlich der Deutschen und Heeres-Skimeisterschaften vom sächsischen Reichsstatthalter Martin Mutschmann in Dresden gegebenen Empfang im früheren Landtagsgebäude an der Brühlschen Terrasse teil.
Er nahm als Gebirgsartillerist mit dem in Garmisch stationierten Gebirgsartillerieregiment 95 und später mit dem Artillerieregiment 236, zuletzt als Oberst, am Zweiten Weltkrieg teil. Nach Kriegsende wurde er von sowjetischen Streitkräften gefangen genommen. Bis Anfang 1950 wurde er ohne ein gerichtliches Verfahren im Speziallager Nr. 2 in Buchenwald des NKWD gefangengehalten. Aus der Gefangenschaft wurde er gemeinsam mit Karl Ritter von Halt entlassen, nachdem sich vor allem die IOC-Größen Avery Brundage und IOC-Präsident Sigfrid Edström dafür eingesetzt hatten. So war eine grundlegende Bedingung an die Sowjetunion für Aufnahmeverhandlungen mit dem IOC, dass insbesondere Ritter von Halt aus Buchenwald entlassen würde.
Peter Alexander von le Fort war zweimal verheiratet, in erster Ehe mit Sigrid Jürgensen, und in zweiter Verbindung mit Elisabeth Hofrichter. Es gibt keine Nachfahren.

## Werke (Auswahl)
- mit Hermann Harster: Winter-Olympia 1936, hrsg. im Einvernehmen mit dem Organisationskomitee für die IV. Olympischen Winterspiele 1936 in Garmisch-Partenkirchen. Verlag Bruckmann, München 1936.
- Mit Hermann Harster: Kampf und Sieg in Schnee und Eis. Winterolympia 1936. Knorr & Hirth, 1936.
- mit Franz Miller und Herman Harster: So kämpfte und siegte die Jugend der Welt. XI. Olympiade Berlin 1936. Knorr & Hirth, 1936.